# أرتورس سترنيكس
أرتورس سترنيكس (باللاتفية: Artūrs Strēlnieks)‏ مواليد 31 يوليو 1985 في تالسي، لاتفيا، هو لاعب كرة سلة لاتفي. بدأ مسيرته الاحترافية في سنة 2009. يلعب في دوري لاتفيا لكرة السلة. لعب مع نادي فينتسبيلس لكرة السلة وفي إي إف ريغا.

## روابط خارجية
- أرتورس سترنيكس على موقع كرة السلة الأوروبية.كوم (الإنجليزية)
- أرتورس سترنيكس على موقع ريلجم (الإنجليزية)
- أرتورس سترنيكس على موقع بروبوليرز (الإنجليزية)
- أرتورس سترنيكس على موقع سبورتس رفرنس (الإنجليزية)